# 山谷パーキングエリア
山谷パーキングエリア（やまやパーキングエリア）は、新潟県小千谷市大字山谷にある関越自動車道のパーキングエリアである。

## 道路
- E17 関越自動車道

## 施設

### 上り線（東京方面）
- 駐車場
  - 大型 10台
  - 小型 30台
- トイレ
  - 男性 大3（和式1・洋式2）・小5
  - 女性 7（和式2・洋式5）
    - 同伴の男児用 1

  - 車椅子用 1
- ショッピング
  - デイリーヤマザキ（24時間[1]）
    - イーネットATM（りそな銀行管理：24時間）
- 自動販売機
- エリアスタンプは小千谷縮と小千谷そばである。

### 下り線（長岡方面）
- 駐車場
  - 大型 9台
  - 小型 28台
- トイレ
  - 男性 大3（和式1・洋式2）・小5
  - 女性 7（和式2・洋式5）
    - 同伴の男児用 1

  - 車椅子用 1
- ショッピング
  - デイリーヤマザキ（24時間）
    - 2006年12月16日オープン。コンビニエンスストアが高速道路のSA・PAに設けられたのは新潟県内では初めて。
    - ゆうちょ銀行ATM（0:05 - 23:55） : 2019年1月23日に東京スター銀行ATMから置き換えられた。
- 自動販売機
- エリアスタンプは片貝まつり奉納大煙火である。

## 隣
E17 関越自動車道
(20)小千谷IC - 山谷PA - 片貝BS - (20-1)長岡南越路SIC/越路BS - (21)長岡IC